# General Sampaio
General Sampaio är en kommun i Brasilien.   Den ligger i delstaten Ceará, i den östra delen av landet, 1 600 km nordost om huvudstaden Brasília. Antalet invånare är 6 216. General Sampaio ligger vid sjön Açude General Sampaio.
Omgivningarna runt General Sampaio är huvudsakligen savann. Runt General Sampaio är det ganska glesbefolkat, med 22 invånare per kvadratkilometer.